# Captopril
Captopril este un medicament folosit în tratamentul hipertensiunii arteriale (antihipertensiv),insuficienței cardiace congestive și a nefropatiei diabetice. Din punct de vedere farmaceutic, face parte din grupa medicamentelor active pe sistemul renină-angiotensină-aldosteron, fiind un inhibitor al enzimei de conversie a angiotensinei.

## Istoric
Captoprilul a fost descoperit în anul 1977. A fost primul inhibitor ECA dezvoltat și a fost considerat o mare descoperire, nu numai pentru mecanismul inovator de acțiune, dar și pentru procedeul revoluționar de fabricare.